# Новий Львів
Новий Львів — місцевість та міська громада Сихівського району Львова, розташована між вулицями Василя Стуса, Дібровною, Івана Франка, Панаса Мирного.

## Передумови виникнення

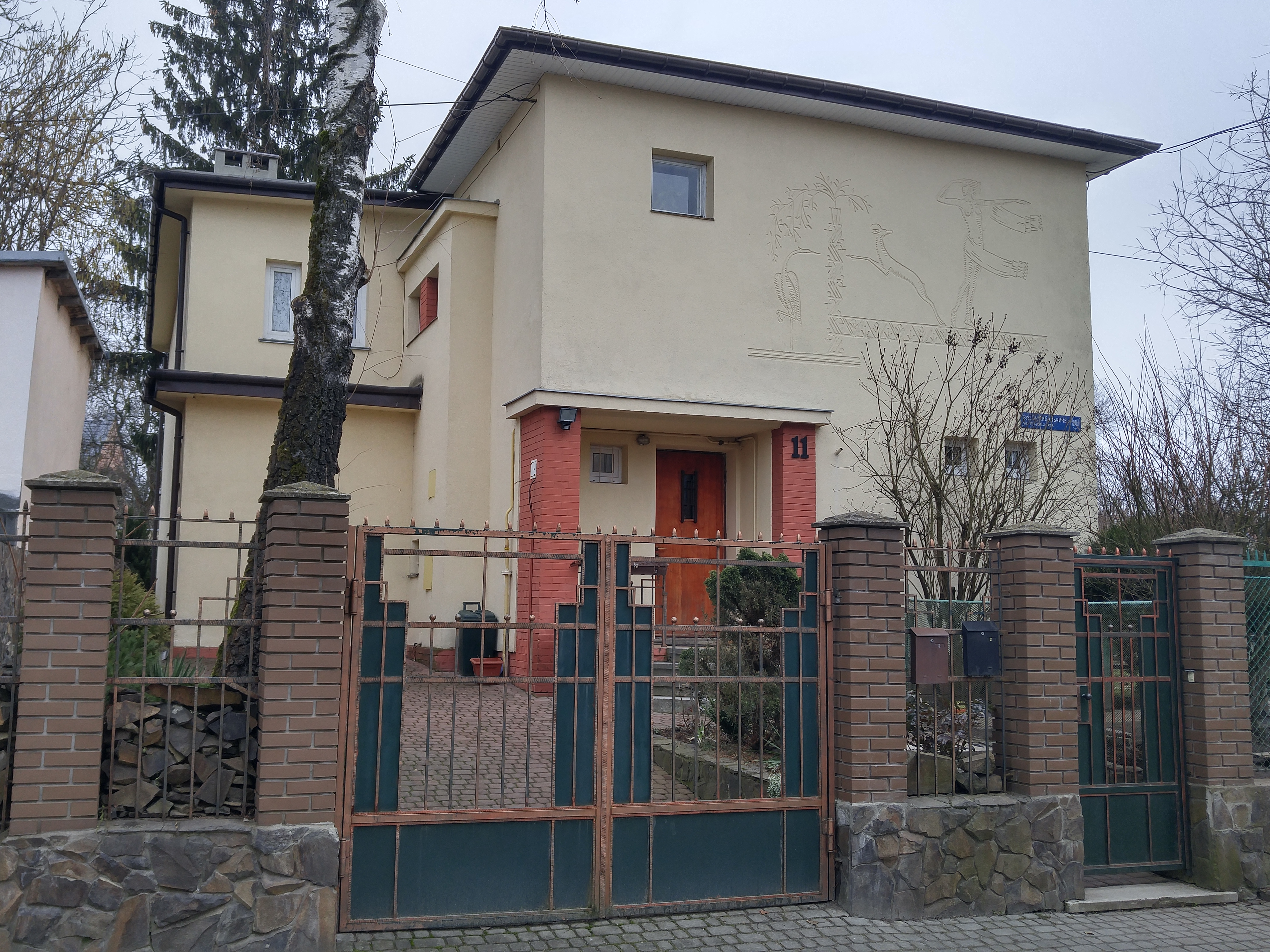
Україна, Львів, Новий Львів, архітектор Т.Врубель, 1932.
Пам'ятка архітектури, ох.ном. 67, основа № 280 від 21.05.91

У 1919—1939 рр. Львів знаходився у складі Польщі. На відміну від часів Австро-Угорської імперії, коли місто було столицею королівства, місто вважалось столицею воєводства (на кшталт області). Після того фінансування набагато зменшилось. Львів так і не вступив до Центрального промислового округу. Для вступу давали певні завдання, але цим почали займатися десь з 1937-го, через що просто не вистачило часу. Відповідно, Львів не отримував з центру коштів на розвиток промисловості. Тому вся розбудова існувала на місцевих бюджетах.
Механічним факультетам Львівського політеху катастрофічно не вистачало місця. Спроектували великий корпус і попросили на нього фінансування з бюджету, але грошей так і не отримали.
В ті часи сильно зросла кількість мешканців міста. Почало бракувати житла. Є такі слова Ле Корбюзьє: «Якщо не дати людям житло і роботу, то вони розпочнуть революцію». Тому розпочалась активна житлова забудова.
У 1926 році на верхній терасі Стрийського парку проходила регулярна виставка Східні Торги. На її базі того року провели Загальнопольську будівельну виставку, гаслом якої було: «Дешеве та гігієнічне житло». Питання гігієни з часом відійшло на другий план.
Була тенденція будувати максимально функціональні будинки з мінімальною площею. Новий Львів було розділено на ділянки по 7 соток, відведених для житлових будівель. Замість багатьох маленьких приміщень робили одне велике, яке служило одночасно кухнею, їдальнею та вітальнею. Розділятися все це мало би спеціальними рухомими перегородками, проте на практиці таких перегородок фактично ніде не було. Тепер ми думаємо, що таке рішення є щось придумане нещодавно.
Будувалися такі будівлі завдяки соціальним програмам, за якими виділялися кредити.

## Історія

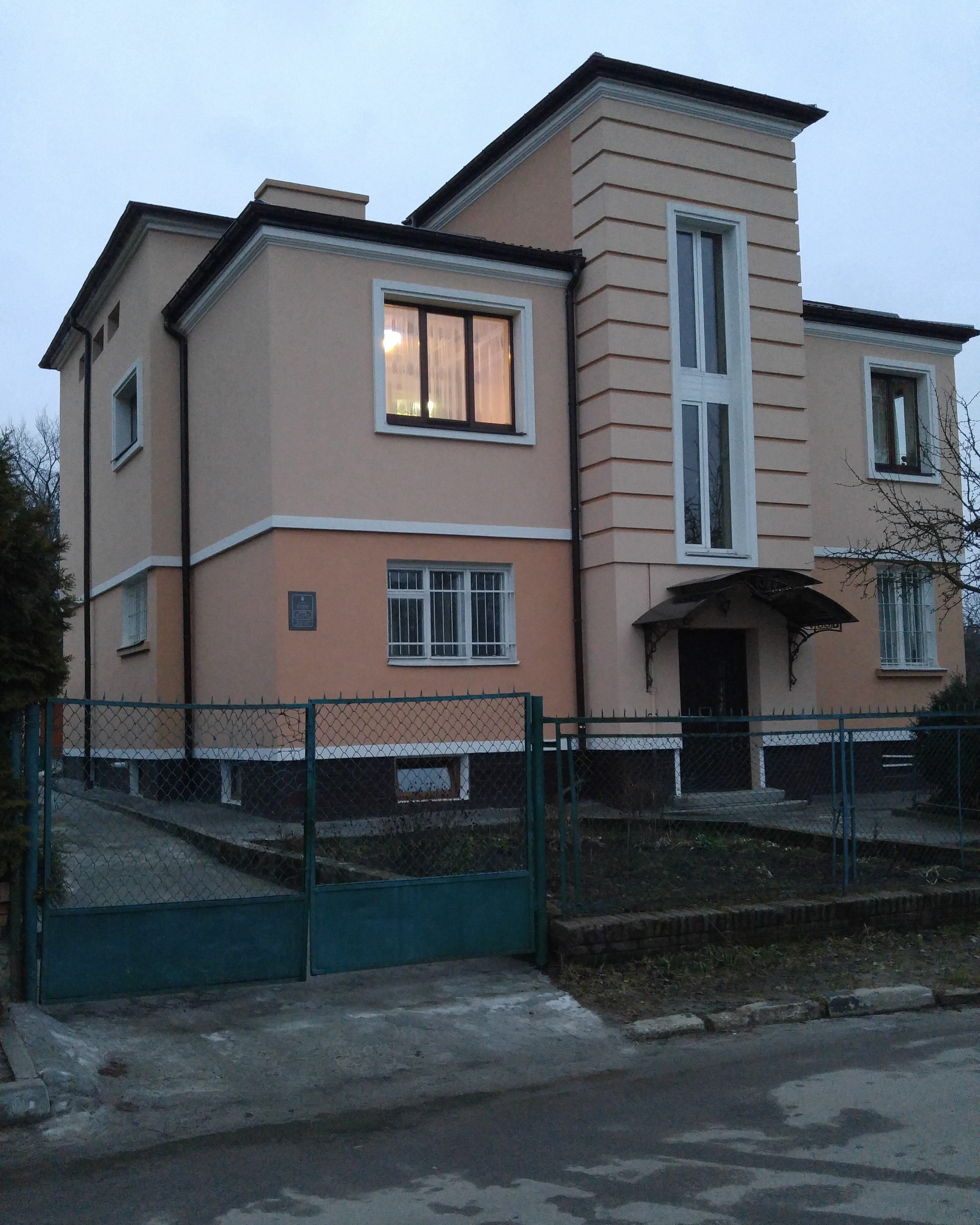
Віла за проектом 1932 р. Т. Врубеля на вул. Кибальчича, 15. Пам'ятка архітектури, охоронний номер 2622.

На початку XX століття це був фільварок, названий у 1881 році іменем його власника — Миколая Красуцького (раніше звався Кратерівка) Красучином, знаходився на перетині сучасних вулиць В. Стуса та Героїв Крут.
Ф. Касслер та А. Остен запланували у 1910 році створити тут дільницю віл. Вони створили план міста-саду у вигляді прямокутника з великою круглою площею-сонцем у центрі, від якого розходилися шість вулиць-променів. На них планувалось споруджувати вілли та 2-3-поверхові будинки, оточені садами. До початку Першої світової війни встигли спорудити лише кілька будиночків в районі нинішніх вулиць Тернопільської (зокрема № 15) та Героїв Крут (№ 6, 6-А).
Від міста нову дільницю мав відділяти парк «Залізна Вода», закладений в 1905 році на схилах між Красучином і Софіївкою.
У 1930-х між вулицями Цешинською (тепер Тернопільська) та Св. Софії (тепер Ярославенка) розбудовано, під керівництвом архітектора Тадеуша Врубеля, дільницю вілл у стилі функціоналізму. Більшість з них споруджено за типовими проектами. Лише кілька будиночків мають індивідуальні риси. Серед них вілла при вул. Шльонській (Сілезькій, Кибальчича, тепер Херсонська), 11, збудована Врубелем у 1932 році для художника О.-Е.Божемського, з композицією «Дівчина з рушником» у техніці сграфіто в стилі ар-деко на стіні фасаду, пізніше (у післявоєнні роки аж до часу масової побудови хрущовок) в одному з сусідніх будинків № 15 зліва знаходилась хлібна крамниця. Саме ця дільниця стала називатися «Новим Львовом».
В одному з таких історичних будинків за радянських часів створено житлово-екстпуатаційну контору (ЖЕК, у 1990-х відділення ЛКП) Нового Львова, на початку 2010-х керівництво ЛКП Нового Львову перемістилось до приміщення іншого відділення ЛКП за ринком «Верхній Шувар», сад біля будинку приватизовано і забудовано багатоповехівками. За 1990-2000-ні у мікрорайоні додалося кілька багатоповерхівок, а багато віл зазнали перебудови, добудови, на місці колишніх виробничих підприємств частина між вул. Угорською та Тернопільською у 2010-х значно забудовується багатоповерхівками-хмарочосами.
Кожен з двох «хрущовських» дитячих садків у 1980-х було доповнено ще одним корпусом, а у 1990-х головний корпус дитсадку на вул. Тернопільській занепав, приватизований та знесений з побудовою сучасних віл. У зв'язку зі створенням початкового дитячого начального закладу з опануванням іспанської мови для підготовки дітей для школи № 80 з вивченням іспанської мови, на межі парку «Залізна Вода» у 1982 році споруджено пам'ятник воїну-комуністу Іспанії, учаснику КПЗУ Юрієві Великановичу, наприкінці 1980-х біля пам'ятника провели репортаж журналісти широко відомої на той час вільнодумної телепрограми «Погляд» на чолі з Владом Лістьєвим. Пам'ятник демонтовано 2017 року громадською організацією С14. У 2000-х роках на розі вулиць Мишуги та Запорізької з'явилась дерев'яна будівля православного храму з бляшаною купольною банею та скульптурна група «Введення до Храму Пресвятої Богородиці». За рахунок доброчинних внесків, які почали збирати жителі Нового Львова з осені 1998 року, на місці частини скверу при центральному перехресті Нового Львова вулиць С.Литвиненка, П.Мирного, Тернопільської, Угорської закладено і розбудовано цегляну будівлю храму святих Кирила і Методія, конфесії Української Греко-Католицької Церкви, з окремою дзвіницею.

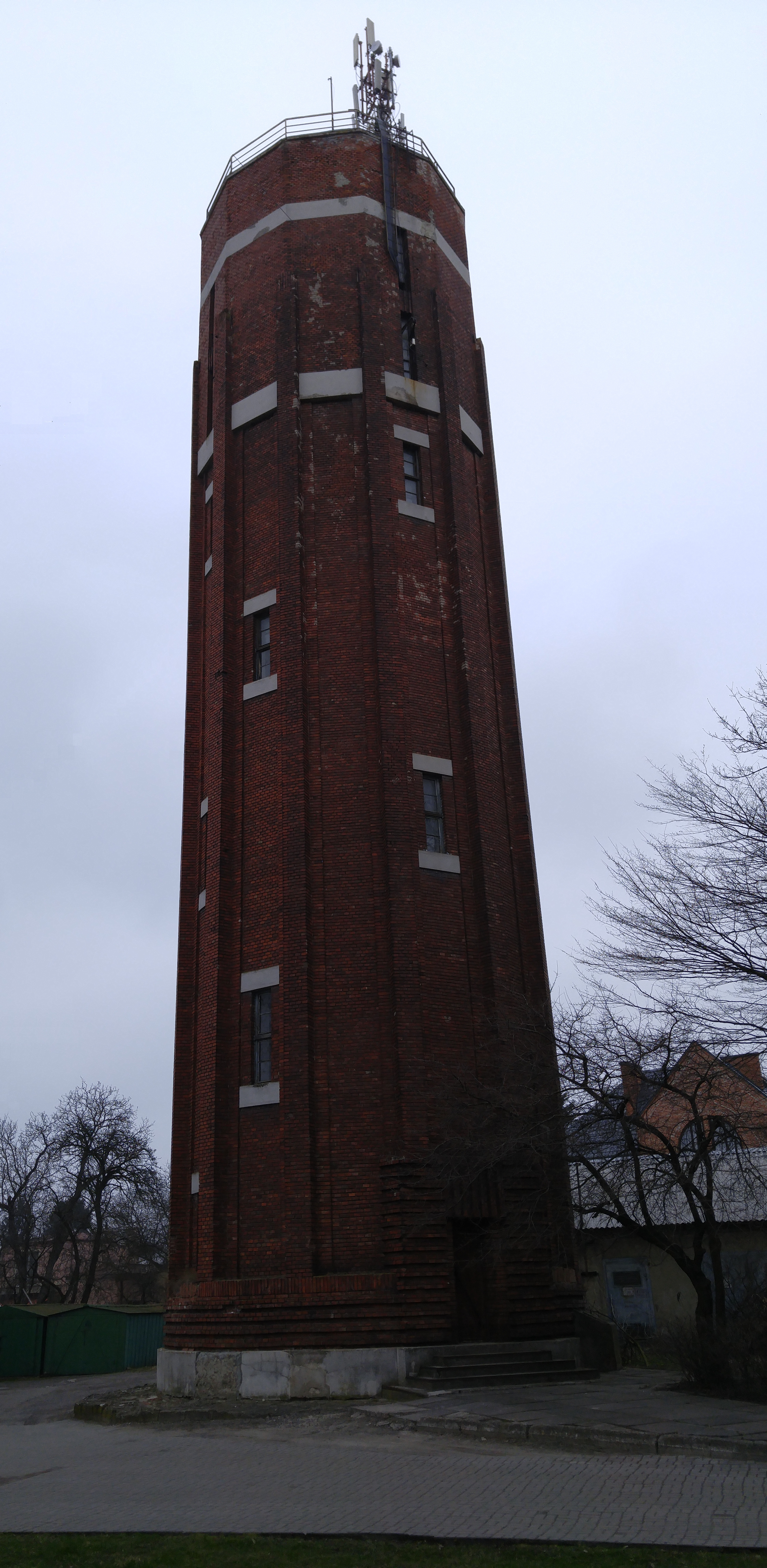
Водонапірна вежа на вул. Тернопільській, 24А. Збудована 1933 року за проектом Вітольда Мінкевича (1880—1961).

Натомість Красучин так і не дочекався своєї реалізації. Насамперед через віддаленість від центру міста. Трамвайна лінія сюди так і не дійшла, а використання для сполучення приміських поїздів від станції «Персенківка» не було зручним. Щоправда, була вузькоколійка від цегельні на Снопкові до Персенківки, однак вона використовувалася лише для вантажних перевезень.

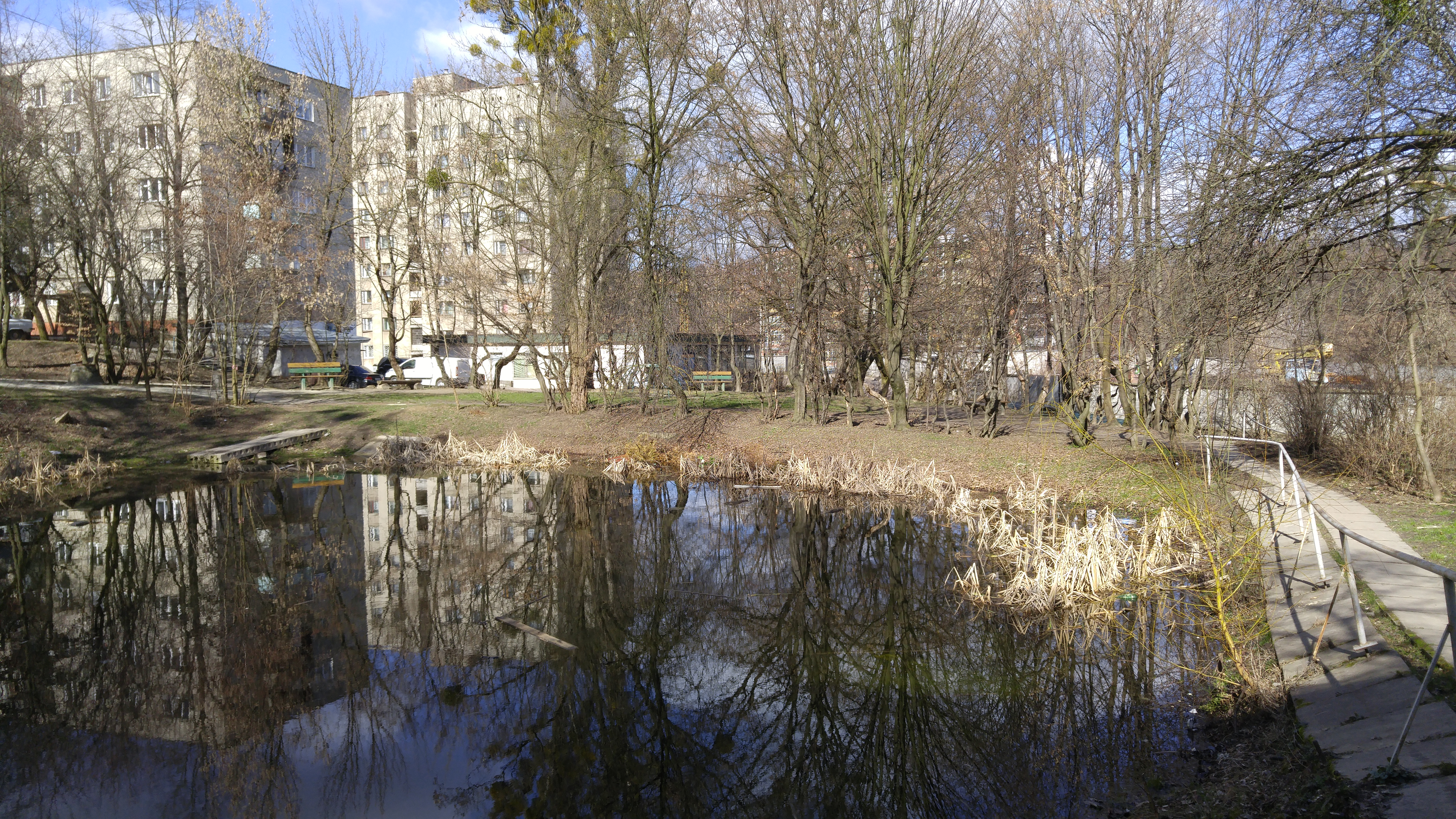
Ставок при вул. Тернопільській, 1.

Забудову Красучина продовжили лише у 1950-х роках, коли споруджували стандартні дво-три поверхові будинки на вулицях Угорській та Д. Карбишева (нині вул. Віденська). Потім, у 1960-х, зламали планувальну схему Ф. Каслера та А. Остена і, замість площі-сонця з променями, заповнили прямокутник Нового Львова п'ятиповерховими «хрущовками» перпендикулярно до діагональної вулиці імені француза Моріса Тореза (тепер Сергія Литвиненка).
Тоді ж колишній велосипедний завод перебудували на «Полярон», підприємство військової електронної техніки, виробництво напівпровідникових мікросхем, електролітичних конденсаторів та електронних ламп великої потужності, у 1990-х занепав та був майже повністю розграбований і пошкоджений корупціонерами, у 2015 році праве крило головного корпусу знесено з метою побудови багатоповерхового житла, у 1990—2000-х інженерний корпус поблизу Сихівського мосту біля лівого крила головного корпусу приватизовано і добудовано.
Влітку 1957 року до Нового Львова протягнуто тролейбусну лінію маршруту № 6 зі сторони вул. Стрийської, у 1971 році добудовано продовженням тролейбусну лінію № 1 від кінцевої зупинки біля входу у парк «Залізна Вода» до вул. П.Мирного і пізніше до вулиць Динамівської-Стрийської, з 2009-го не експлуатуються, частина контактної мережі знята. За радянських часів у будинку (номер?) на вул. Панаса Мирного знаходився «Будинок урочистих подій» з бенкетною залою. На початку вул. М.Тореза знаходились типовий ресторан «Берізка», ательє мод, поряд аптека у будинку польських часів, на перехресті вулиць Тореза та Карбишева був відділок дільничого інспектора-міліціонера.
У 1968 році на місці колишньої артилерийської військової частини (коли у свята артилерія вистрілювала салют — по всьому Новому Львову йшов гуркіт і дзеленчали шибки будинків) з бомбосховищем, що виходило в яр під сучасним проспектом Червоної Калини та засипаний у другій половині 1980-х при будівництві Сихівського мосту, було збудовано школу з класом вивчення іспанської мови, за часи незалежності України школа стала спеціалізованою з вивчення іспанської мови та відвідана королем Іспанії, в школі постійно продовжує працювати гурток бального танцю. На початку вулиці Тернопільської знаходився обчислювальний центр та ставок, в кінці вулиця впирається у залізничну станцію «Персенківка» прокладеної 1865 року залізничної лінії Львів — Чернівці, там знаходились кагати і склади вугілля, пізніше збудовано багатоповерховий гараж, АЗС, прокладено перендикулярну автомобільну магістраль між Сихівським та Стрийським мостами котра вночі часто стає місцем перегонів стрітрейсерів.
В районі вул. Листопадної-пр. Червоної Калини у 1970-х збудовано телефонну станцію з номерами 42-хх-хх (пізніше модифіковано на 70-хх-хх та 270-хх-хх) Нового Львова, біля станції знаходився гуртожиток для студентів-в'єтнамців, і далі поліклініка, лікарня № 8, металобаза, склади. Біля перехрестя вул. Угорської та пр. Червоної Калини наприкінці 1980-х розпочато будівництво Сихівського мосту над вузьким залізничним переїздом до Сихівського масиву, що стало довгобудом, завершено будівництво моста з великою шляховою розв'язкою у короткі строки за вказівкою тодішнього президента Л.Кучми, добудовувано цілодобово при включених прожекторах, але заплановану трамвайну лінію «Центр-Сихів» не прокладено.
Вперше у генплан Львова трамвайну лінію через Новий Львів включено 1966 року, прокладку колії було заплановано 2006-го, розпочато у 2008-му році, сам маршрут № 8 відкрито 17 листопада 2016 року. Після відкриття мешканці вулиці Тернопільської перекрили пікетом прилеглу частину колії з вимогою влаштувати там трамвайну зупинку (при перехресті вул. Стуса і пр. Червоної Калини). Біля перехрестя Мирного, Козельницької та І. Франка у радянські часи знаходилась кінцева зупинка трамвайного маршруту № 10, ця ділянка маршруту перестала функціонувати після трамвайної аварії на крутому схилі по вул. І. Франка.

## Географічне розташування
На початку вул. Мишуги в північному напрямі відкривається панорама середмістя Львова та Високого Замку. Новий Львів знаходиться на височині та почасти на схилах з багатьма джерелами, де раніше панували букові ліси, у місці річкового водорозділу.
Північніше, на схилах сусіднього парку «Залізна Вода» бере початок річка Полтва, що тече через штучні підземні тунелі на північ через центр Львова та впадає у Західний Буг (басейн Балтійського моря). Поряд, зі сторони південно-східного напряму, у низовині сусіднього мікрорайону Козельники бере початок річка Зубра, що протікає через Сихів на південь та впадає у Дністер (басейн Чорного моря).
Високу червону водонапірну башту, розташовану у центральній частині Нового Львова, видно з багатьох місць Львова, зокрема з Високого Замку.

## Мистецькі споруди, відомі пам'ятки архітектури

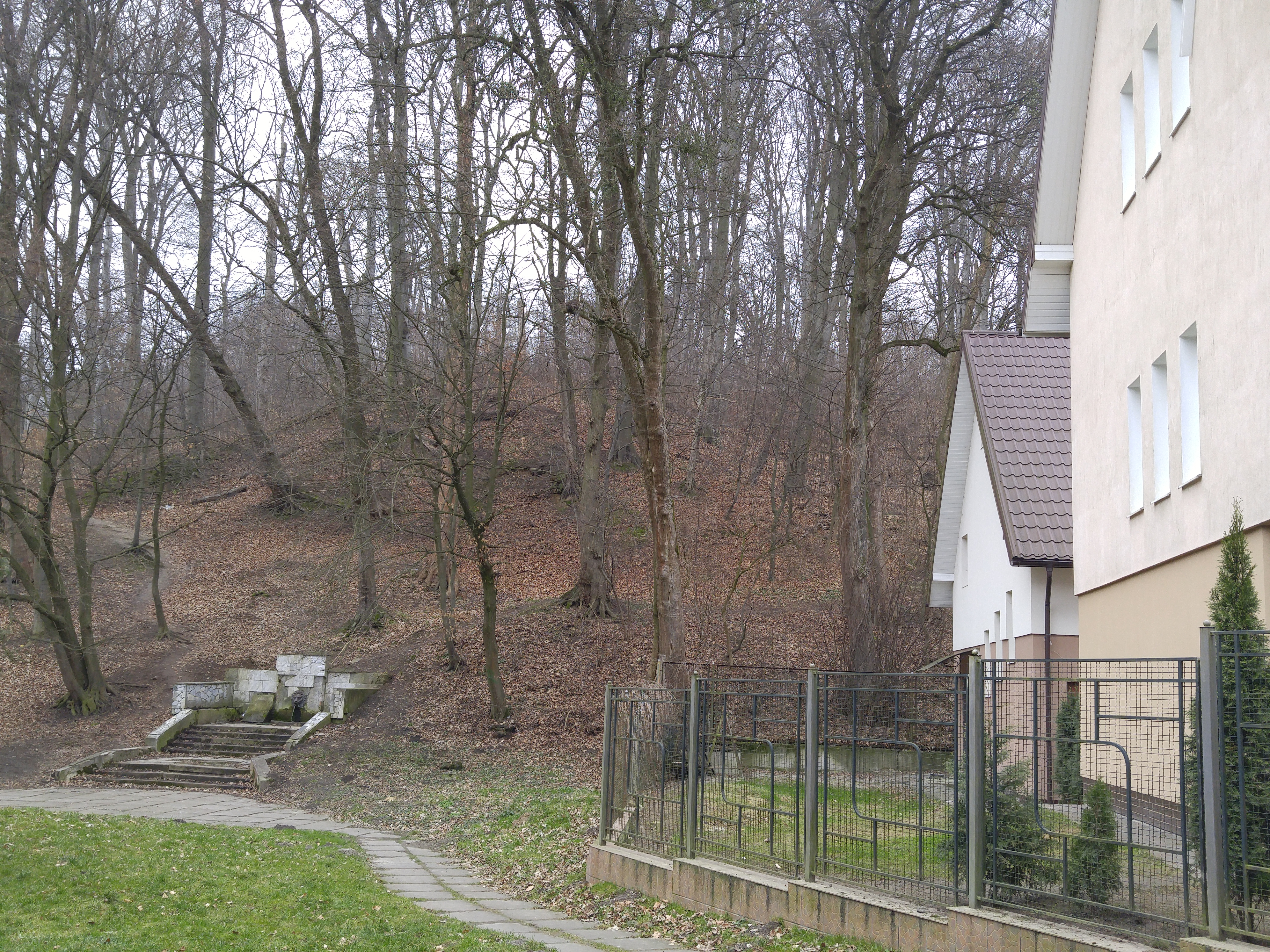
Джерело на межі парку «Залізна Вода» та мікрорайону. Оформлене у вигляді «Паща лева» з підходом по сходах (з початку 1980-х).

- Типова вілла збудована архітектором Тадеушем Врубелем у 1932 році для художника Е. Божемського, з композицією «Дівчина з рушником» у техніці сграфіто в стилі ар-деко на стіні фасаду
- Пам'ятка архітектури Львова, вілла на вул. Кибальчича, 15.
- Пам'ятка архітектури Львова, вілла Красуцького на вул. Тернопільська, 15.
- джерело «Паща лева» на межі Нового Львова та парку «Залізна Вода»

## Скульптури, меморіали, храми

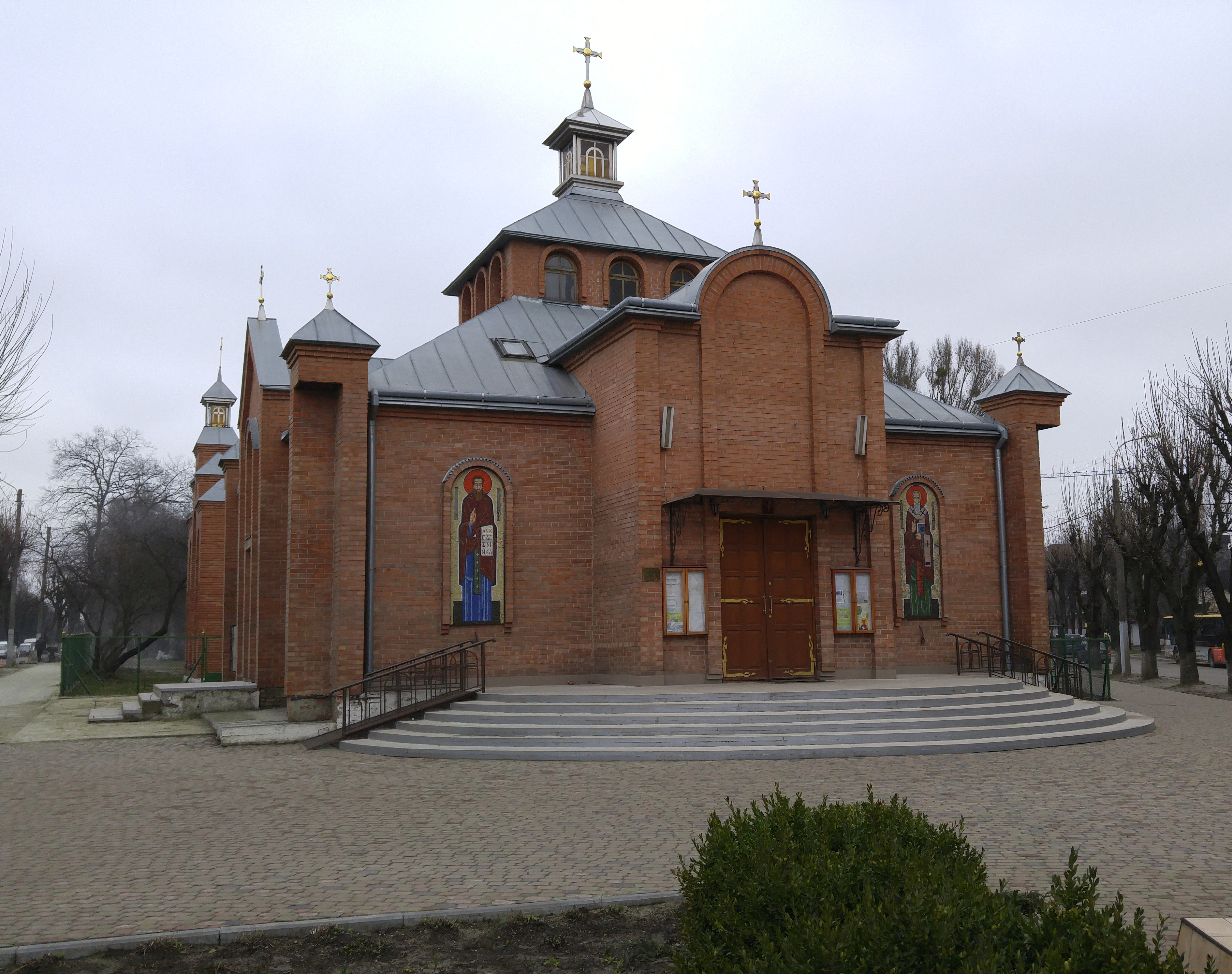
Будівля храму святих Кирила та Методія, УГКЦ. 2000 року закладено будівництво, вул. Угорська,1.

- Пам'ятний Хрест та храм святих Кирила та Методія
- Скульптури «Покрова Пресвятої Богородиці»
- Скульптурна група "Введення до Храму Пресвятої Богородиці"
- Церква Введення до Храму Пресвятої Богородиці

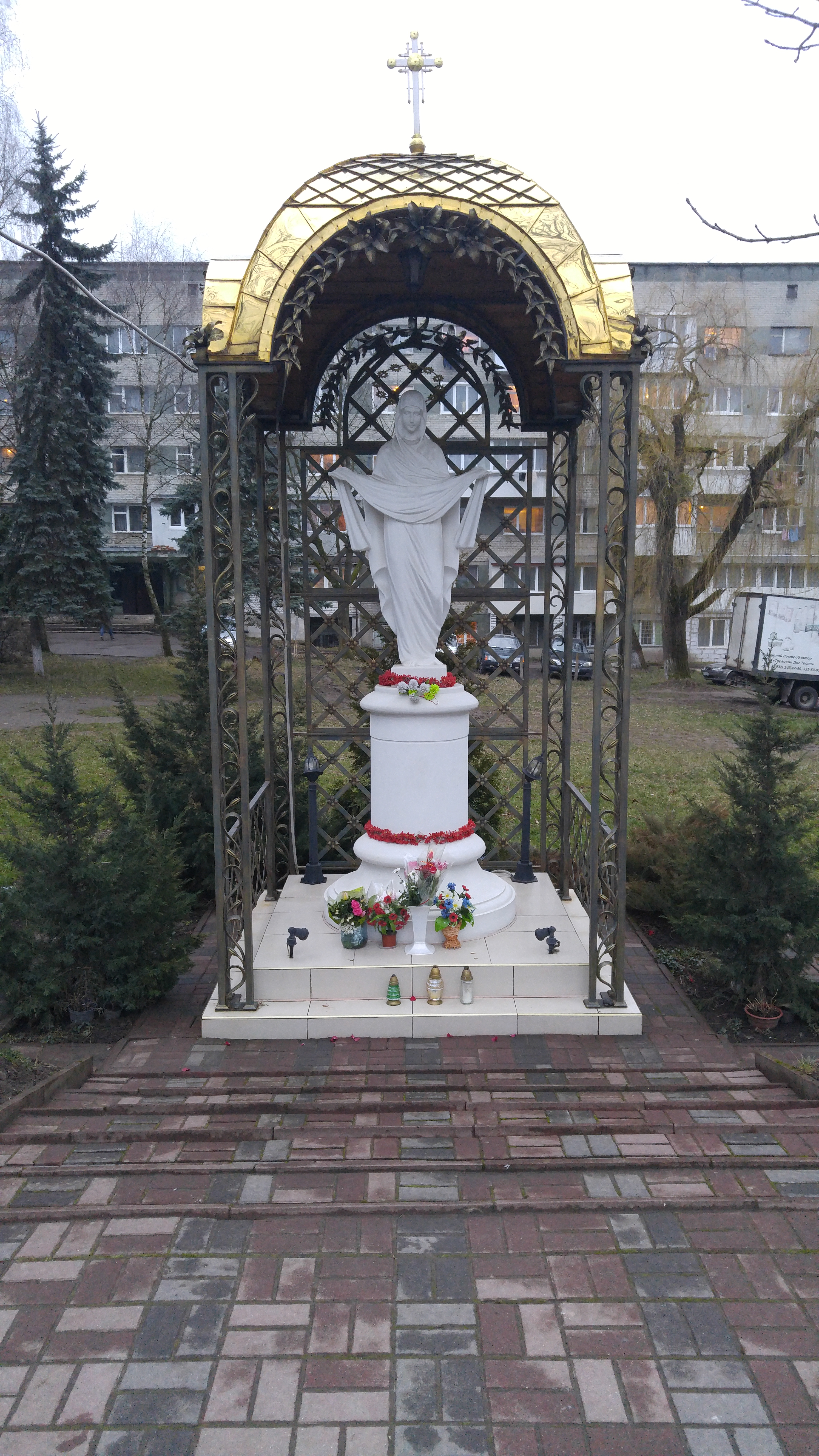
| «Покрова Пресвятої Богородиці» на вул. П. Мирного |
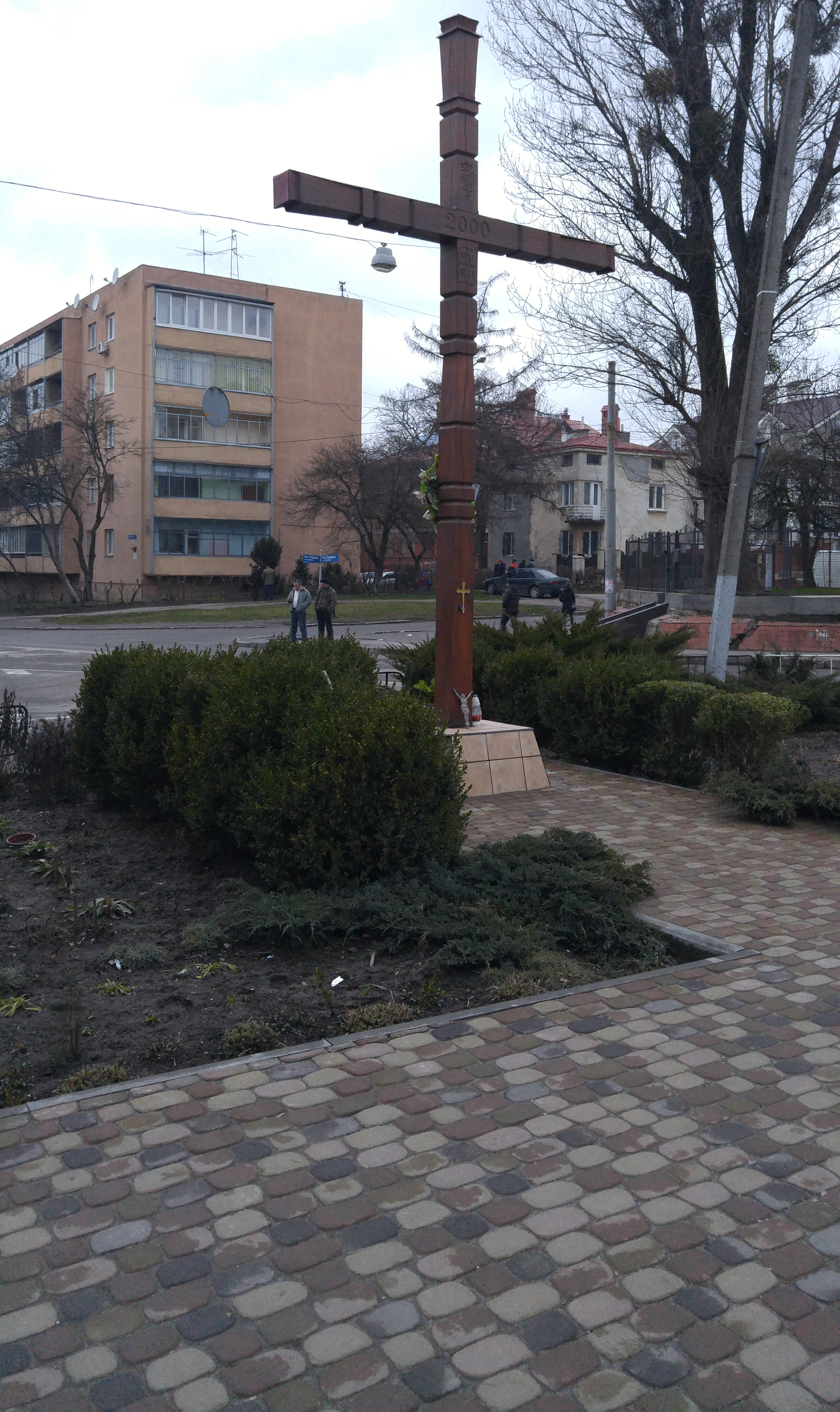
| Меморіальний Хрест 2000 у місці храму святих Кирила і Методія, вул. Угорська, 1 |
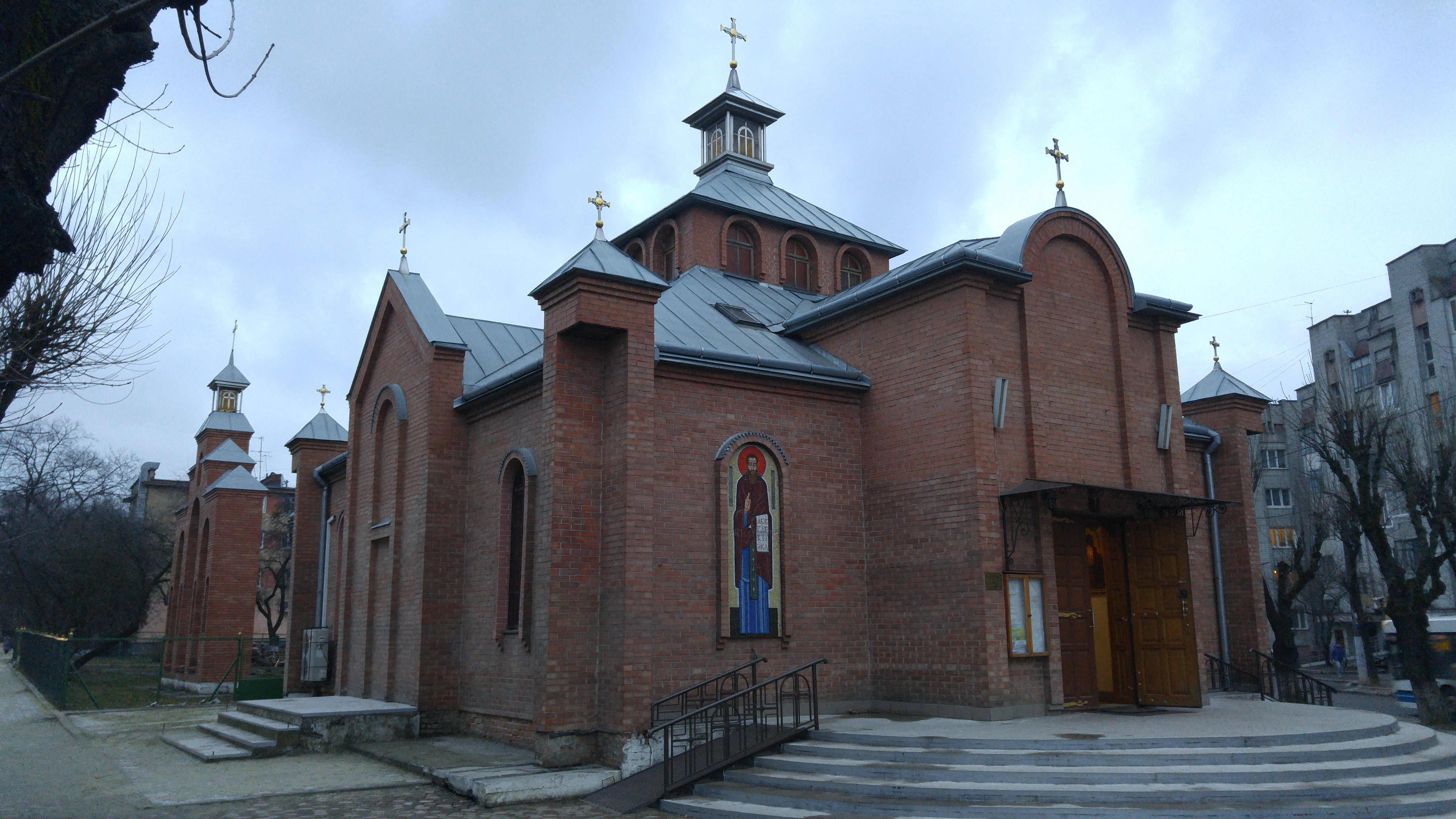
| Будівля храму святих Кирила та Методія, окрема дзвіниця, вул. Угорська, 1 |
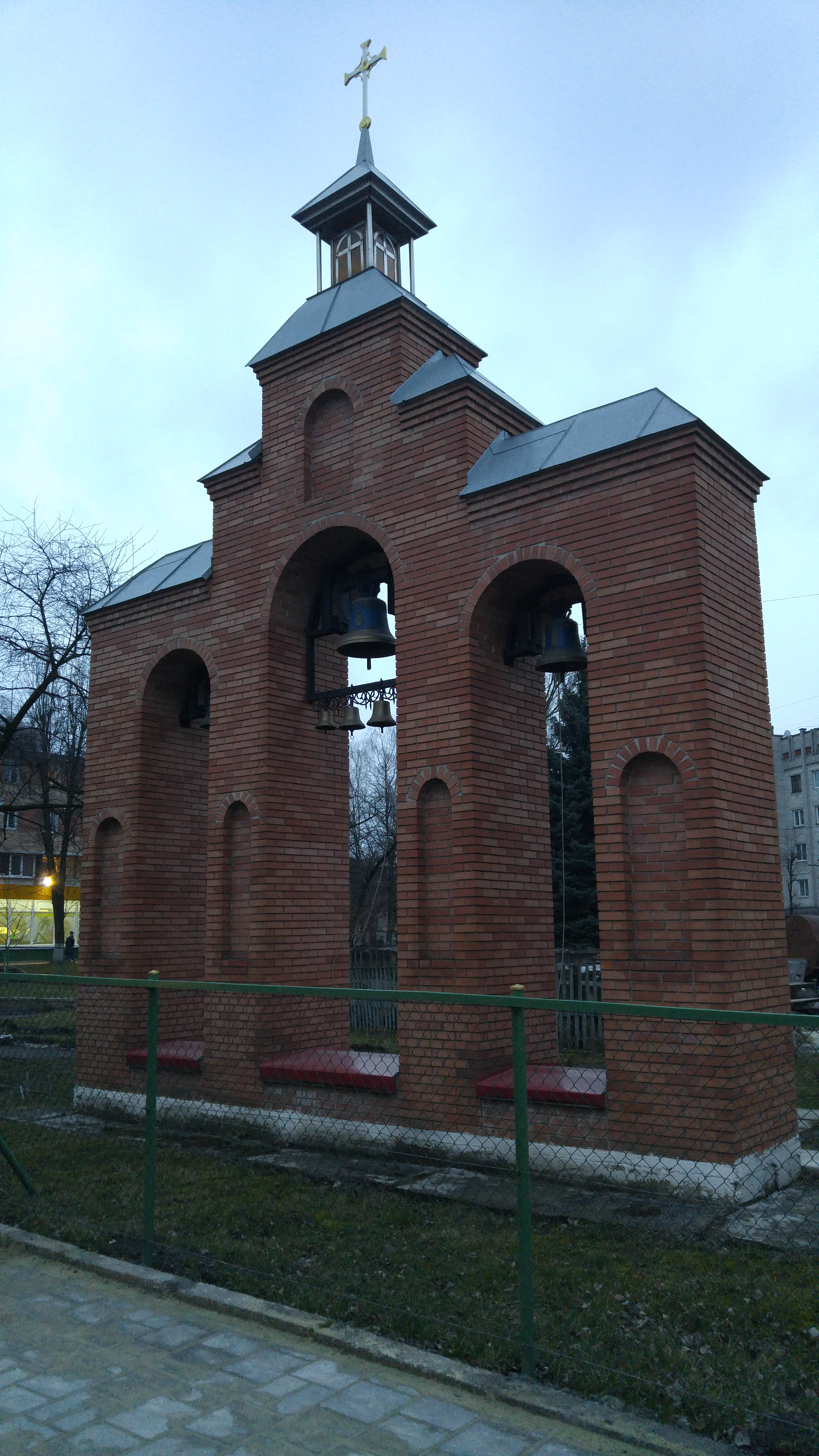
| Дзвіниця при храмі святих Кирила та Методія, вул. Угорська, 1 |
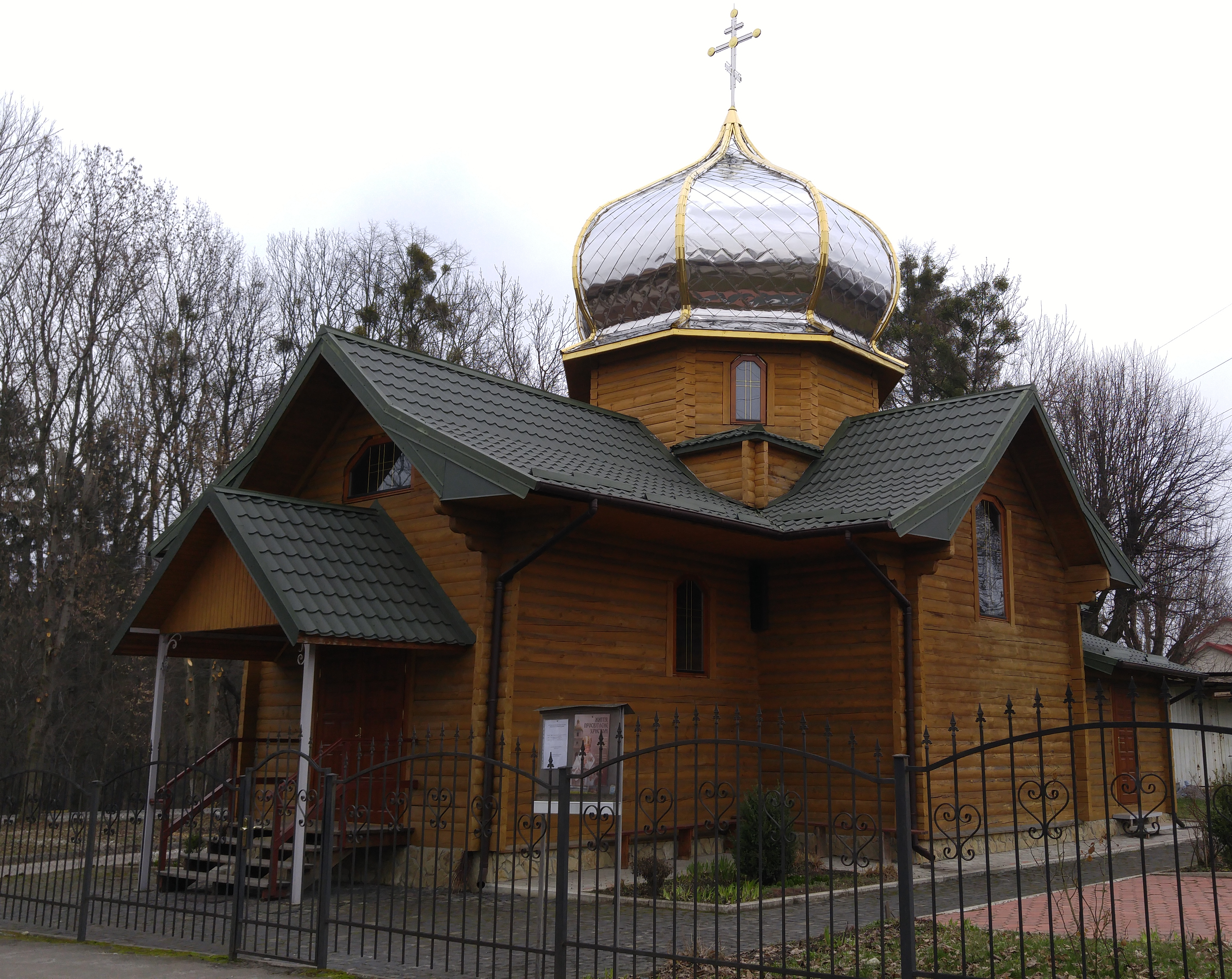
| Церква Введення до Храму Пресвятої Богородиці (ПЦУ, вул. Запорізька, 1 |
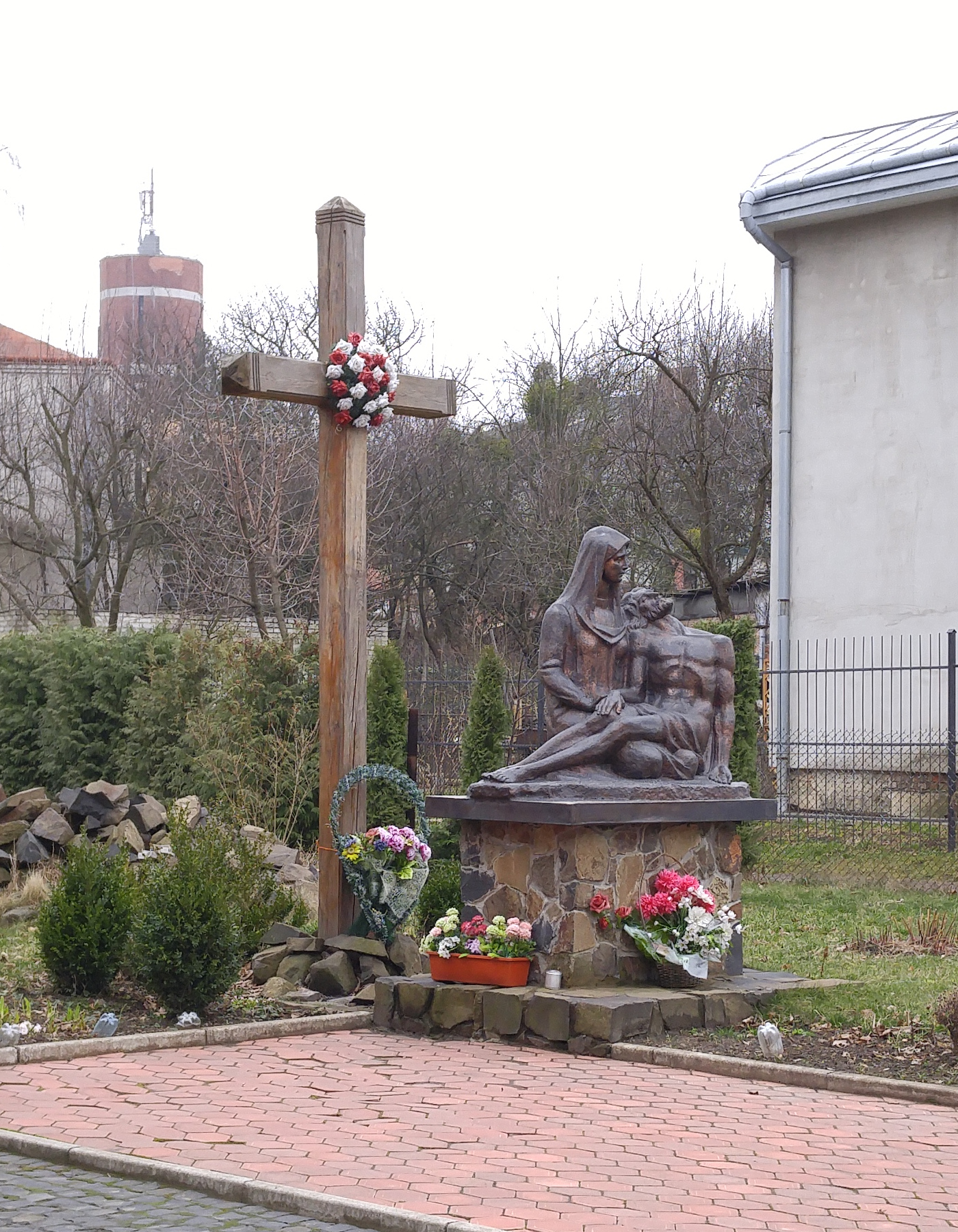
| Скульптурна група «Введення до Храму Пресвятої Богородиці», ПЦУ, вул. Запорізька, 1 |
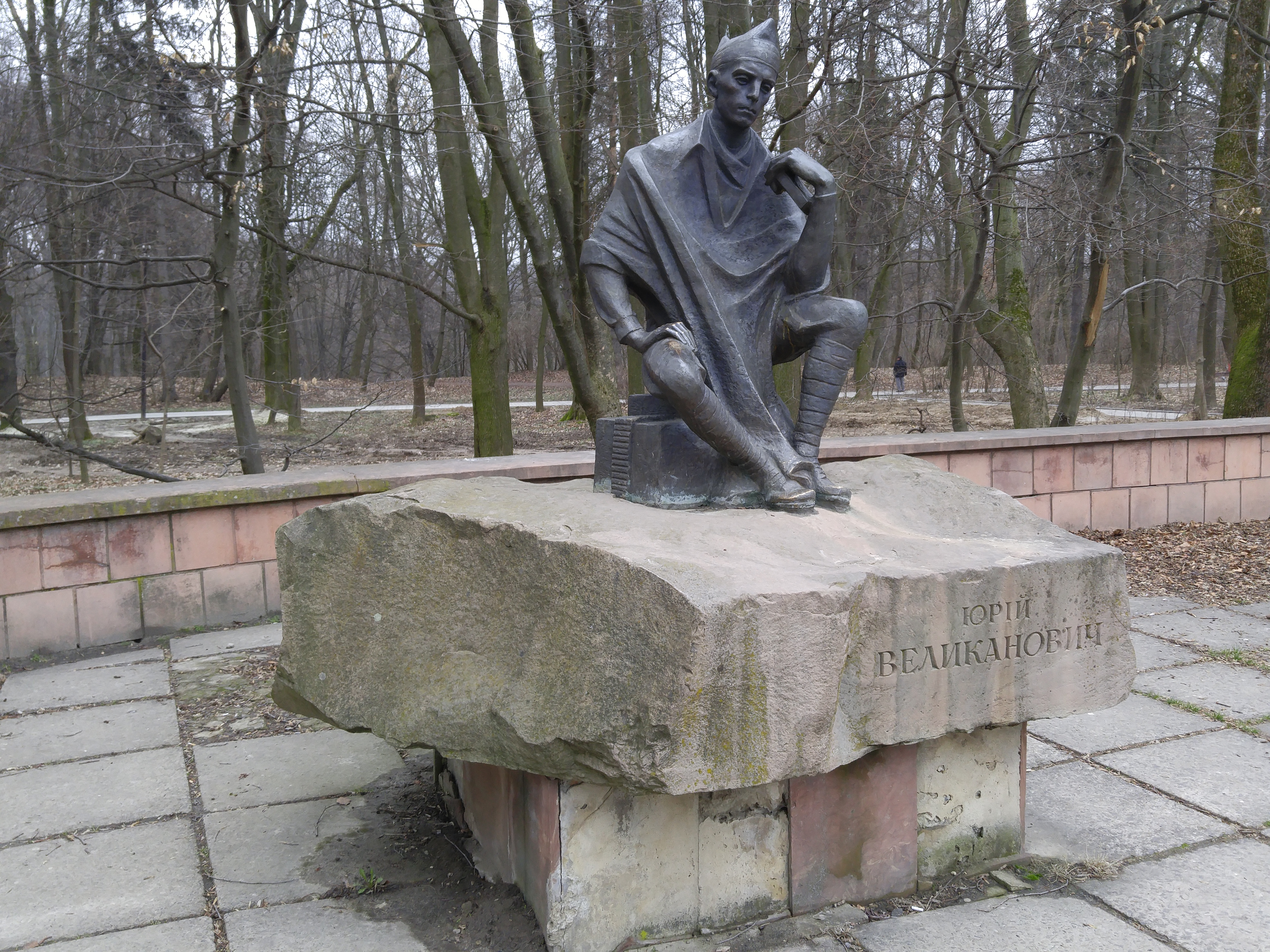
| Пам'ятник Юрію Великановичу, на вул. Мишуги. Скульптор Теодозія Бриж, архітектор Лідія Лєсова, 1982 (демонтований) |
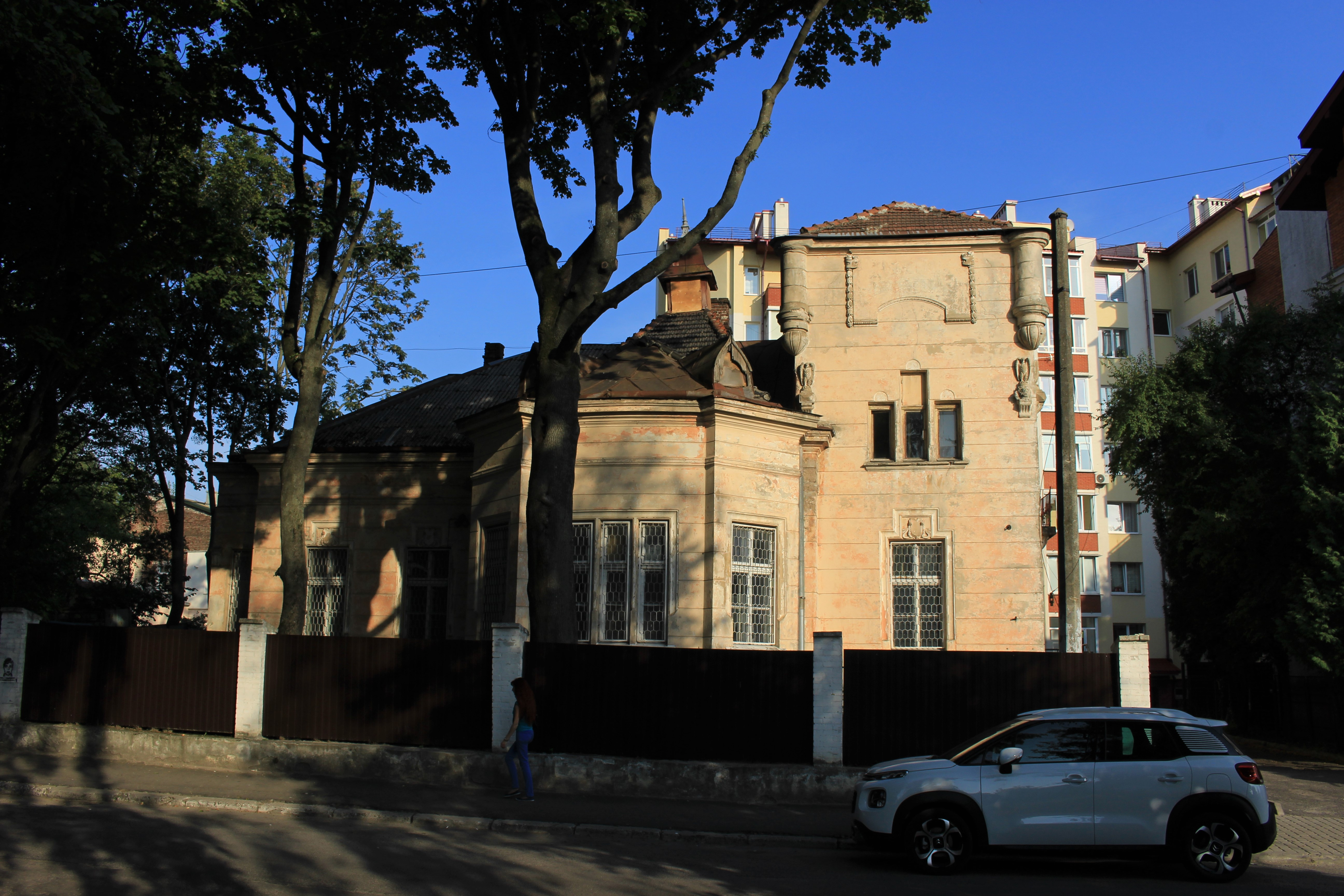
вілла засновника мікрорайону Миколая Красуцького
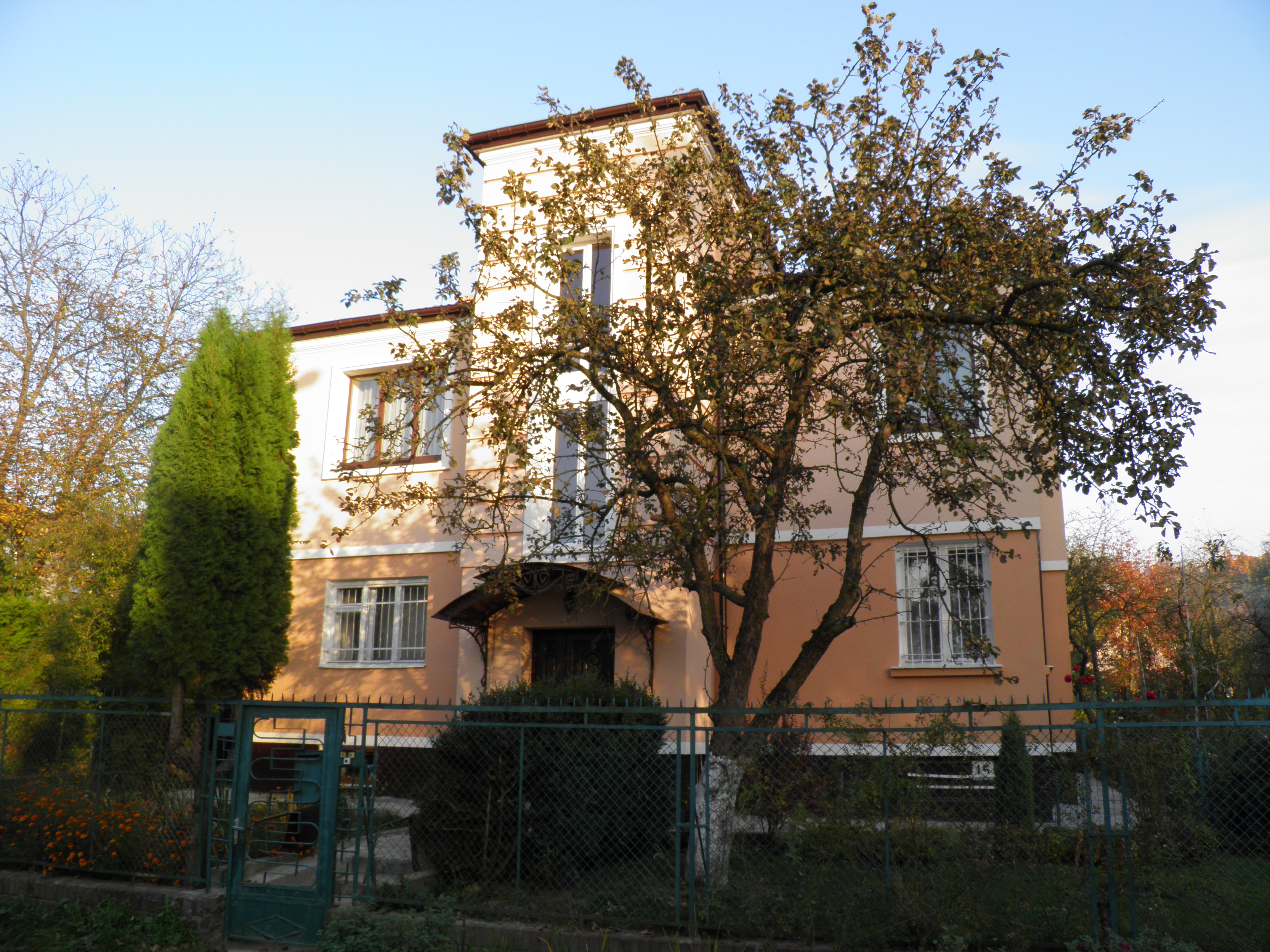
вілла на вул. Кибальчича 15

## Вулиці та прилеглі мікрорайони

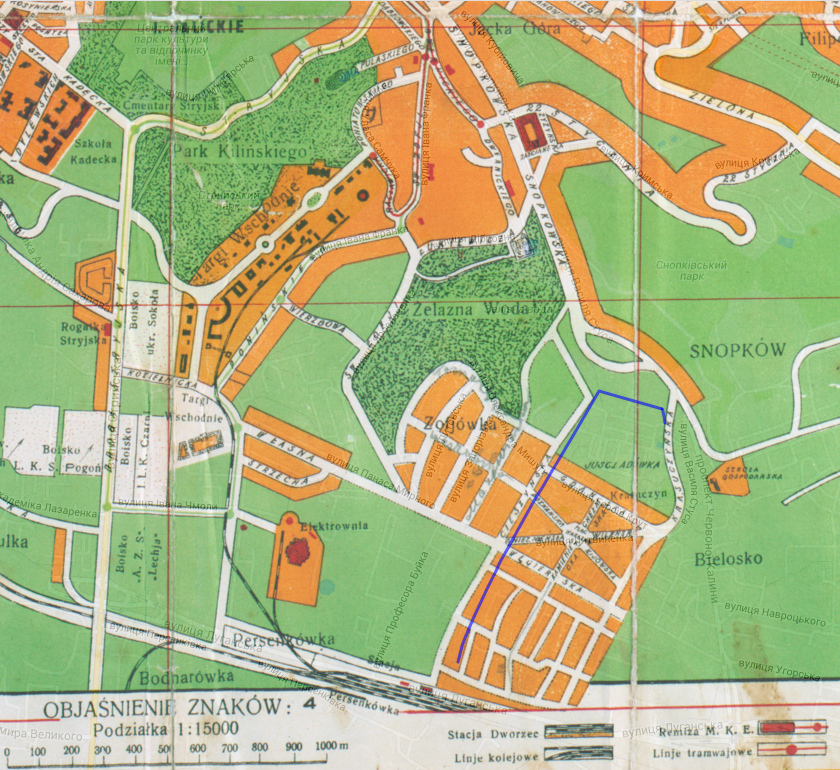
Репродукція ділянки мапи Львова у частині Нового Львова, 1931 рік. 840х770

### Головні автомобільні вулиці та старі назви
- проспект Червоної Калини (північна частина утворилась засипанням яру наприкінці 1980-х при будівництві Сихівського мосту)
- Козельницька (з 1944 року. З 1933 — Kozielnicka, з 1943 — Messeshtrasse / Мессештрассе)
- Литвиненка (з 1993 року. До 1939 складалась з двох частин: Гнезненської та Віленської. Гнезненска з 1946 — Лінійна; Віленска з 1950 — Вільнюська, з 1958 приєднана до Лінійної. В 1964 Лінійна перейменована Моріса Тореза)
- Панаса Мирного (з 1946 року. З 1929 — Власний Дах).
- Угорська (з 1925 року)
- Івана Франка (з 1950 року. Тільки ділянка прилегла до Нового Львова та Софіївки, мала назви: Ponińskiego — з 1885, Франка — з 1940, Понінськєго — у 1941, Frankistrasse — з 1941 до 1942, Leuthenstrasse — з 1942, Франка — з 1944 до 1950)

### Другорядні автомобільні вулиці та старі назви
- професора Буйка (з 1950 року. З 1937 — Nilskiego-Łapińskiego S., з 1943 — Finnengasse, з 1944 — Нільського-Лапінського С.)
- Героїв Крут (з 1993 року. З 1921 — Гданьска, з 1963 — Дружби)
- Енергетична (з 1955 року. З 1929 — Над Яром)
- Запорізька (з 1950 року. З 1938 — Мазовецька)
- Кам'янецька (з 1939 року. Раніше — Подільська, Podolska, Kamieniecka)
- Віденська (з 2018 року; З 1932 — Красучинска, 1940-ві Ной Лемберґерштрассе, з 1974 — Карбишева)
- Кибальчича Миколи (з 1992 року. З 1933 — Шльонська або Сілезька, з 1946 — Анрі Барб'юса)
- Красівська (з 1993 року. З 1963 — Камчатська, раніше — Персенківка)
- Листопадна (з 1950 року. З 1938 — Grodyńskiego A., з 1943 — Grodnergasse, з 1944 — Гродинського А.)
- Литовська (з 1944 року. З 1933 — Litewska, з 1943 — Litauergasse)
- Навроцького (з 1992 року. З 1957 — Кіровоградська)
- Сливова (з 1957 року)
- Сумська (з 1958 року. З 1933 — Orawska, з 1943 — Orawergasse, з 1944 — Оравська, з 1950 — Полянська)
- Танякевича (з 1993 року. З 1959 — Велосипедна)
- Тернопільська (з 1946 року. Три частини вулиці в різні часи називались: з 1936 — Торуньска; з 1933 — Тешинска; з 1931 — Познанська, а з 1963 — Новотка)
- Тиверська (з 1950 року. З 1933 — Kaszubska, з 1943 — Kaschubengasse, 1944 — Кашубська) Кашубська (з 1944 до 1950)
- Олександра Мишуги (з 1993 року. З 1933 — Поморська, з 1977 — Великановича Юрія)
- Івана Чмоли (з 1992 року. З 1936 — Christelbauera L., з 1946 — Динамівська)
- Шахтарська (з 1957 року)
- Ярославенка (з 1959 року. До 1950 Тімірязєва верхня, з 1959 — Франка бічна)

### Прилеглі мікрорайони
- Козельники
- Персенківка
- Снопків
- Софіївка